# Arnaud Beltrame
Arnaud Beltrame, född 18 april 1973 i Étampes i Essonne, död 24 mars 2018 i Carcassonne i Aude, var officer i det franska gendarmeriet. Han avled efter att frivilligt ha erbjudit sig att ersätta en gisslan under terrorattacken i Carcassone den 23 mars 2018. Hans insats hyllades av president Emmanuel Macron, som i ett uttalande sade att överstelöjtnant Beltrame förtjänade "respekt och beundran från hela den franska nationen." Påve Franciskus framförde sin hyllning till honom för "den godhjärtade och hjältemodiga handling när överstelöjtnant Beltrame gav sitt liv då han försökte skydda andra." Hans mor sa: 
| ” | Jag känner Arnaud bara som lojal, modig, osjälvisk. Ända sedan han var väldigt liten fanns han där för andra. Han sa ofta: Fosterlandet kommer före familjen. | „ |

## Biografi

### Utbildning
Efter examen från militärgymnasiet i Saint-Cyr-l'École genomförde Beltrame sin värnpliktstjänstgöring 1995 som reservofficersaspirant vid artilleriets kadettskola och som kadett vid 35:e fallskärmsartilleriregementet. Därefter var han anställd som fänrik i reserven med aktiv tjänstgöring vid 8:e artilleriregementet. Fänrik Beltrame genomgick 1999–2001 militärhögskolan som kursetta och utexaminerades som yrkesofficer med löjtnants grad. Därefter genomgick han gendarmeriets högskola 2001–2002, också som kursetta.

### Officer vid gendarmeriet
Efter avslutad utbildning blev löjtnant Beltrame officer vid en av gendarmeriets pansarbataljoner. Han var därvid plutonchef, innan han 2003 kommenderades till tjänstgöring vid gendarmeriets nationella insatsstyrka, GIGN. Där deltog han i en HALO-operation för att befria en fransk medborgare vilken hölls som gisslan i Irak. Löjtnant Beltrame befordrades 2005 till kapten och blev året därpå kompanichef vid republikanska gardet. Kapten Beltrame blev befordrad till major 2010 och tjänstgjorde som gendarmerichef i Avranches 2010–2014. Han anställdes 2014 som handläggare hos expeditionschefen vid ekologiministeriet och genomgick École européenne d'intelligence économique 2015-2016, varvid han befordrades till överstelöjtnant. Överstelöjtnant Beltrame blev 2017 biträdande länsgendarmerichef i Aude.

### Gisslan och död
Den 23 mars 2018 tog en islamistisk terrorist gisslan i en stormarknad i Trèbes efter att just ha skjutit två personer. I stormarknaden sköt han ytterligare två personer och tog flera personer som gisslan. Terroristen höll sedan en kvinna som mänsklig sköld framför sig. Under förhandlingarna med terroristen erbjöd sig överstelöjtnant Beltrame att byta plats med kvinnan, vilket terroristen gick med på. Efter tre timmars dödläge sköt och knivhögg terroristen Beltrame, varvid en insatsstyrka från gendarmeriet stormade platsen och dödade gärningsmannen. Överstelöjtnant Beltrame dog av sina skador på sjukhuset i Carcassonne natten till den 24 mars 2018.

## Praktiserande katolik
Överste Beltarme uppfostrades i en sekulär familj, men vid 33 års ålder konverterade han till katolicismen och mottog första kommunionens och konfirmationens sakrament. År 2015 gjorde han en pilgrimsfärd till basilikan Sainte-Anne d'Auray, "där han  bad Jungfru Maria hjälpa honom finna kvinnan i hans liv" och kort därefter blev han vän med sin blivande hustru, som också är en djupt troende katolik. De gifte sig i en obligatorisk borgerlig ceremoni 2016, men de hade planerat ett katolskt bröllop till sommaren 2018.  Före sin död hade överste Beltrame gjort en pilgrimsfärd till Santiago de Compostela. Några timmar innan sin död mottog han sista smörjelsen.